# Steatoda octonotata
Steatoda octonotata là một loài nhện trong họ Theridiidae.
Loài này thuộc chi Steatoda. Steatoda octonotata được Eugène Simon miêu tả năm 1908.